# Георгій Байзенгерц
Гео́ргій (Ге́нріх) Байзенге́рц (нім. Heinrich Beisenherz; 5 березня 1891, Дортмунд, Німецька імперія — 24 березня, 1977, Вісбаден, ФРН) — німецький художник та художник кіно.

## Біографія
Генріх Байзенгерц, син майстра столярної справи, після навчання на живописця працював в царині декоративно-прикладного мистецтва та декоративного живопису. У 1913—1917 роках перебував на військовій службі. З 1920 року — в кіноіндустрії.
Був запрошений ВУФКУ та в 1926—1928 роках працював на його Одеській кінофабриці. Брав, зокрема, участь в оформленні фільмів «Беня Крик» (1927, реж. Володимир Вільнер), «Гамбург» (1926, реж. Володимир Баллюзек), «Спартак» (1926, реж. Мухсін-Бей Ертугрул), «Борислав сміється» (за однойменною повістю Івана Франка, 1927, реж. Йозеф Рона), «Сумка дипкур'єра» (1927, реж. Олександр Довженко) та ін.
На початку 1930-х Байзенгерц повернувся в німецький кінематограф. Працював над оформленням нацистських пропагандистських фільмів. У період з 1939 по 1945 рік та з 1952 року він регулярно працював
у співавторстві з Альфредом Бутом.

## Фільмографія
В Україні
- 1926 : Беня Крик
- 1926 : Блукаючі зірки
- 1926 : Вибух
- 1926 : Гамбург
- 1926 : Справа № 128/С (спільно з І. Суворовим)
- 1926 : Свіжий вітер
- 1926 : Спартак
- 1927 : Борислав сміється
- 1927 : У погоні за щастям (спільно з В. Кричевським, І. Суворовим)
- 1927 : Два дні (спільно з В. Кричевським)
- 1927 : Лісова людина (спільно з С. Худяковим, В. Кричевським)
- 1927 : Митя
- 1927 : Непереможні
- 1927 : Сумка дипкур'єра
- 1927 : Тамілла
- 1927 : Черевички (спільно з В. Кричевським)
- 1928 : Джиммі Хіггінс
- 1928 : Перлина Семираміди (спільно з І. Суворовим)
- 1928 : За монастирською брамою (спільно з С. Худяковим)
- 1928 : За стіною (спільно з І. Суворовим, В. Кричевським)
- 1928 : Лавина
- 1928 : Нічний візник (спільно з І. Шпінелем)
- 1928 : Проданий апетит (спільно з Б. Ердманом)
- 1928 : Плітка (спільно з І. Суворовим)

У Німеччині
- 1922 : Аварії / Der Absturz
- 1923 : Любов до королеви / Die Liebe einer Königin
- 1923 : Секрет Бsнкенхофа / Das Geheimnis von Brinkenhof
- 1924 : Ґарраґан / Garragan
- 1932 : Спук на Рейні / Spuk am Rhein
- 1933 : / Nordpol— ahoi!
- 1933 : Анна та Елізабет / Anna und Elisabeth
- 1935 : Леді Віндермерес Фечер / Lady Windermeres Fächer
- 1938 : / Steputat & Co.
- 1938 : У секретній місії / In geheimer Mission
- 1939 : Шлюб у банку / Ehe in Dosen
- 1939 : Твоє життя — моє / Dein Leben gehört mir
- 1939 : Ура! Я став татом! / Hurra! Ich bin Papa!
- 1939 : Гучне кохання / Lauter Liebe
- 1940 : Смішні бродяги / Die lustigen Vagabunden
- 1940 : Концерт бажання / Wunschkonzert
- 1940 : / Spähtrupp Hallgarten
- 1941 : Фрау Луна / Frau Luna
- 1941 : Що трапилося цієї ночі / Was geschah in dieser Nacht?
- 1942 : Маска в Блау / Maske in Blau
- 1942 : Карнавал кохання / Karneval der Liebe
- 1943 : Дві сестри / Die beiden Schwestern
- 1943 : Справа Роедерна / Die Affäre Roedern
- 1944 : Дивне життя / Das fremde Leben
- 1944 : Прекрасна сім'я / Eine reizende Familie
- 1945 : / Heidesommer
- 1946 : Вільна країна / Freies Land
- 1948 : Борг тільки вино / Schuld allein ist der Wein
- 1949 : / Der Bagnosträfling
- 1949 : / Das Geheimnis des hohen Falken
- 1950 : Король на одну ніч / König für eine Nacht
- 1952 : Багдадський злодій / Die Diebin von Bagdad
- 1952 : Фріц і Фридеріка / Fritz und Friederike
- 1954 : Rosen-Resli
- 1954 : Безмовний ангел / Der schweigende Engel
- 1955 : Темна зірка / Der dunkle Stern
- 1960 : За Рейном / Jenseits des Rheins (Le passage du Rhin)